# Cadeillan
Cadeillan település Franciaországban, Gers megyében. Lakosainak száma 78 fő (2022. január 1.). Cadeillan Sauveterre, Boissède, Mirambeau, Espaon, Sabaillan és Tournan községekkel határos.

## Népesség
A település népességének változása:
| Lakosok száma | 69   | 48   | 48   | 74   | 60   | 58   | 61   | 66   | 68   | 78   |
|               | 1968 | 1982 | 1990 | 2006 | 2013 | 2015 | 2017 | 2019 | 2020 | 2022 |